# Peter Busäus
Peter Busäus, gelegentlich auch Peter Buys (* 1540 in Nijmegen, Herzogtum Geldern; † 12. April 1587 in Wien) war ein niederländischer Jesuit und Professor der Theologie.
Mit 21 Jahren trat Busäus 1561 in Köln der Gesellschaft Jesu bei. Busäus studierte Altphilologie und Theologie und schloss dieses Studium mit einer Promotion ab. In Köln entstand zwischen 1569 und 1570 sein Werk „Auctoritates sacrae“, welches 1835 stark gekürzt als „Opus catechisticum“ erneut aufgelegt wurde.
Nach seiner Habilitation betraute ihn der Orden mit einem Lehrauftrag an der Universität Wien. Dort berief man ihn 1586 zum Rektor des Jesuitenkollegs und machte ihn zum Mitglied der Kommission Ratio Studiorum.
Als Ordensprovinzial war er naturwissenschaftlichen Forschungen aufgeschlossen und unterstützte auch die Forschungen des deutschen Astronomen  Christoph Scheiner und dessen Schüler, den Schweizer Mathematiker Johann Baptist Cysat. Gleichzeitig musste er die beiden bremsen, um sie vor der Amtskirche zu schützen.
Seine Brüder waren der Jesuit Johannes (1547–1611) und Thomas Busaeus (1548–1585).

## Werke (Auswahl)
- Auctoritates sacrae scripturae et sanctorum patrum. Köln 1569/70

| Personendaten    | Personendaten        |
| ---------------- | -------------------- |
| NAME             | Busäus, Peter        |
| ALTERNATIVNAMEN  | Buys, Peter          |
| KURZBESCHREIBUNG | Jesuit und Theologe  |
| GEBURTSDATUM     | 1540                 |
| GEBURTSORT       | Nijmegen, Gelderland |
| STERBEDATUM      | 12. April 1587       |
| STERBEORT        | Wien                 |